# Église Saint-Pierre de Hody
L'église Saint-Pierre est un édifice religieux catholique sis à Hody dans la commune belge d'Anthisnes en province de Liège (Belgique). D'origine castrale et de style roman l'église fut bâtie dès le XIe siècle. Le riche décor intérieur est cependant de style baroque (XVIe siècle au XVIIIe siècle).

## Situation
L'église se situe au centre du village condrusien de Hody en bordure de la route nationale 638 Esneux-Ouffet.

## Historique et description
Cet édifice a été bâti à la fin du XIe siècle dans un style roman. La tour crénelée surmontée de son clocher date du XIVe siècle.L'ancienne chapelle castrale et les deux sacristies ont été érigées au cours du XVe siècle. Les décors peints de style baroque ont été réalisés au XVIe siècle et au XVIIIe siècle. Dans la nef, on peut admirer six panneaux stuqués séparés par des arcs doubleaux.
L'église est classée et est reprise sur la liste du patrimoine exceptionnel de la Région wallonne pour la qualité de ses peintures murales.

## Images

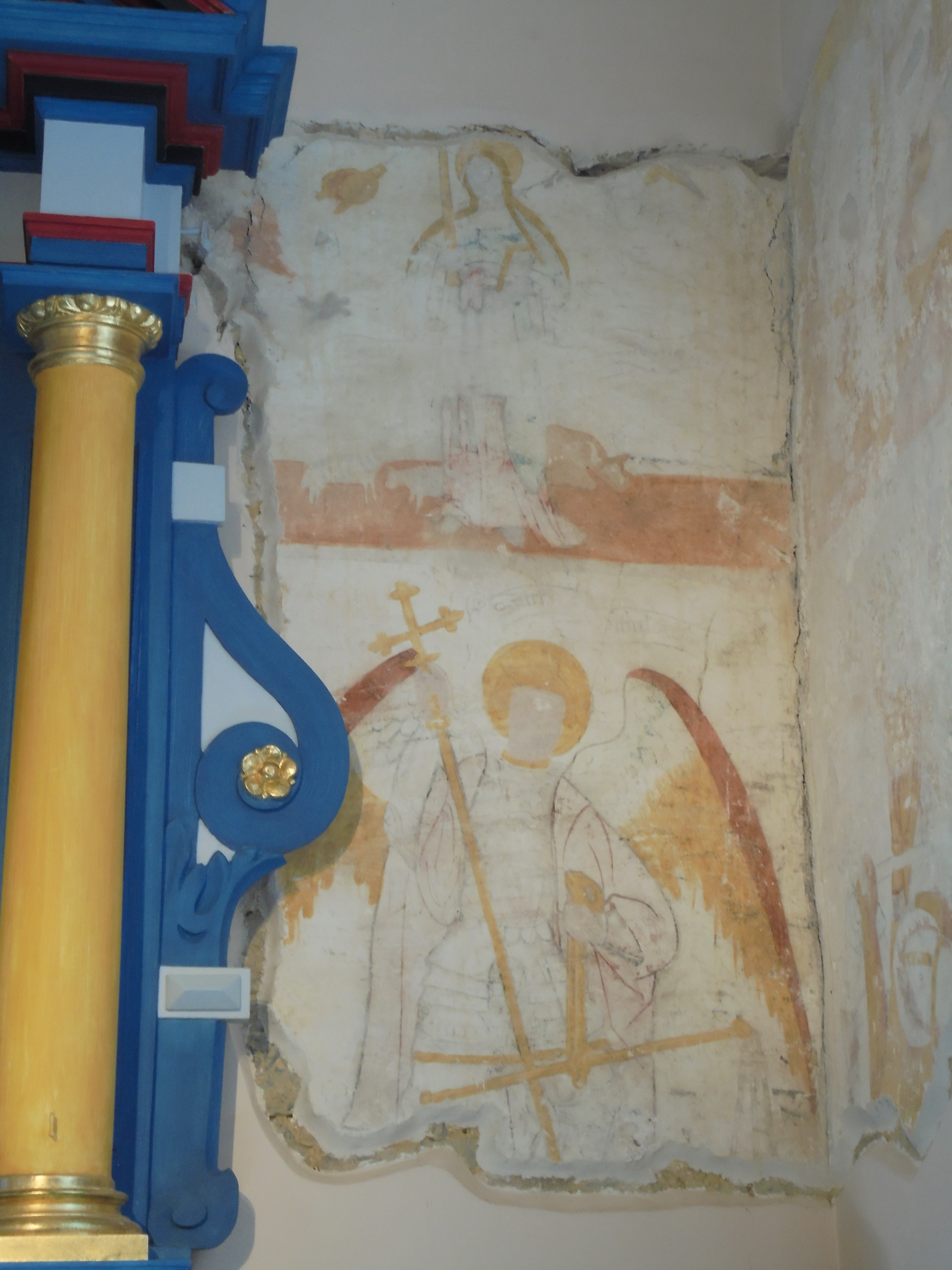
Peinture murale sur le mur Nord
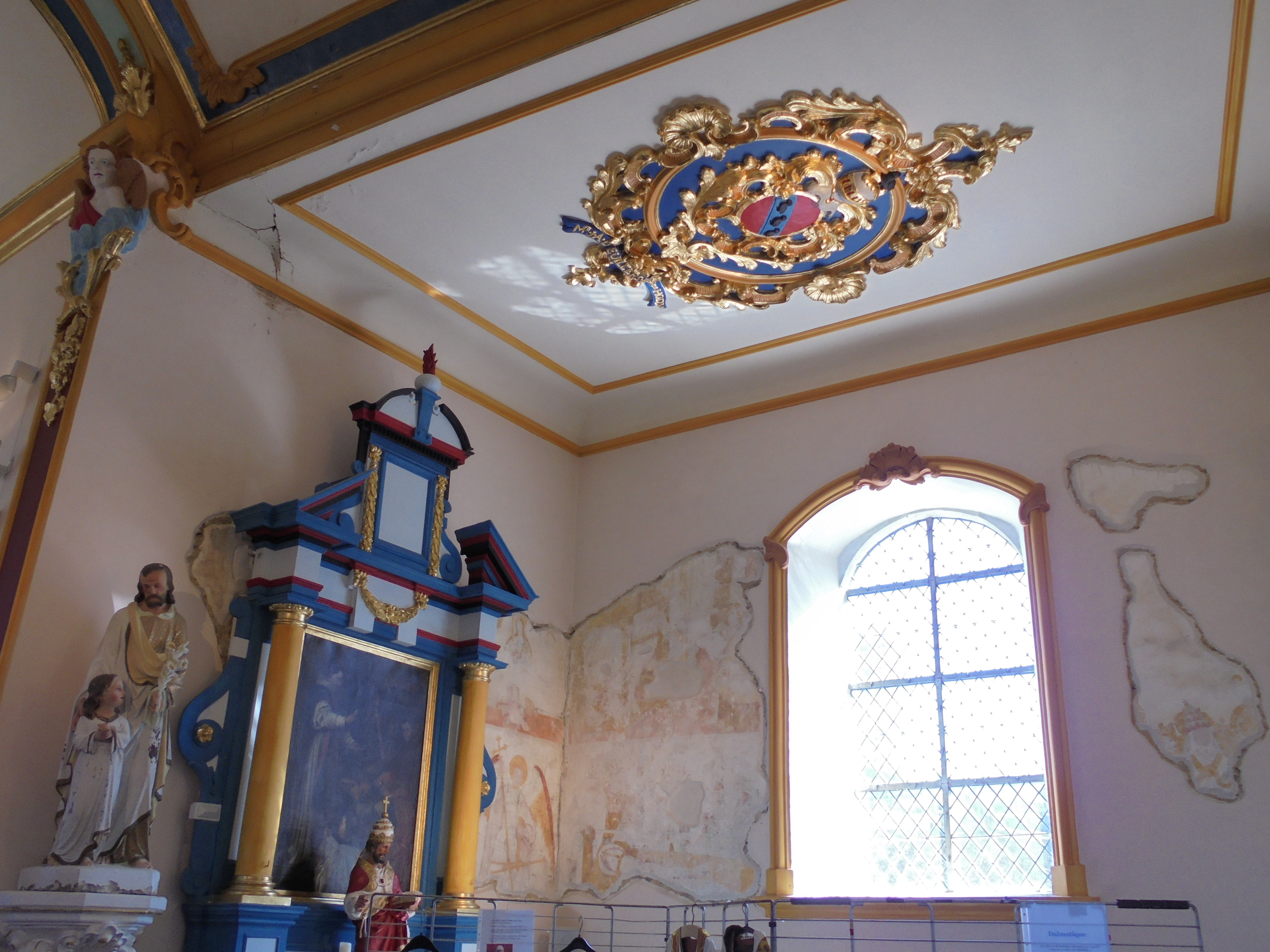
Décor en stuc et peintures murales
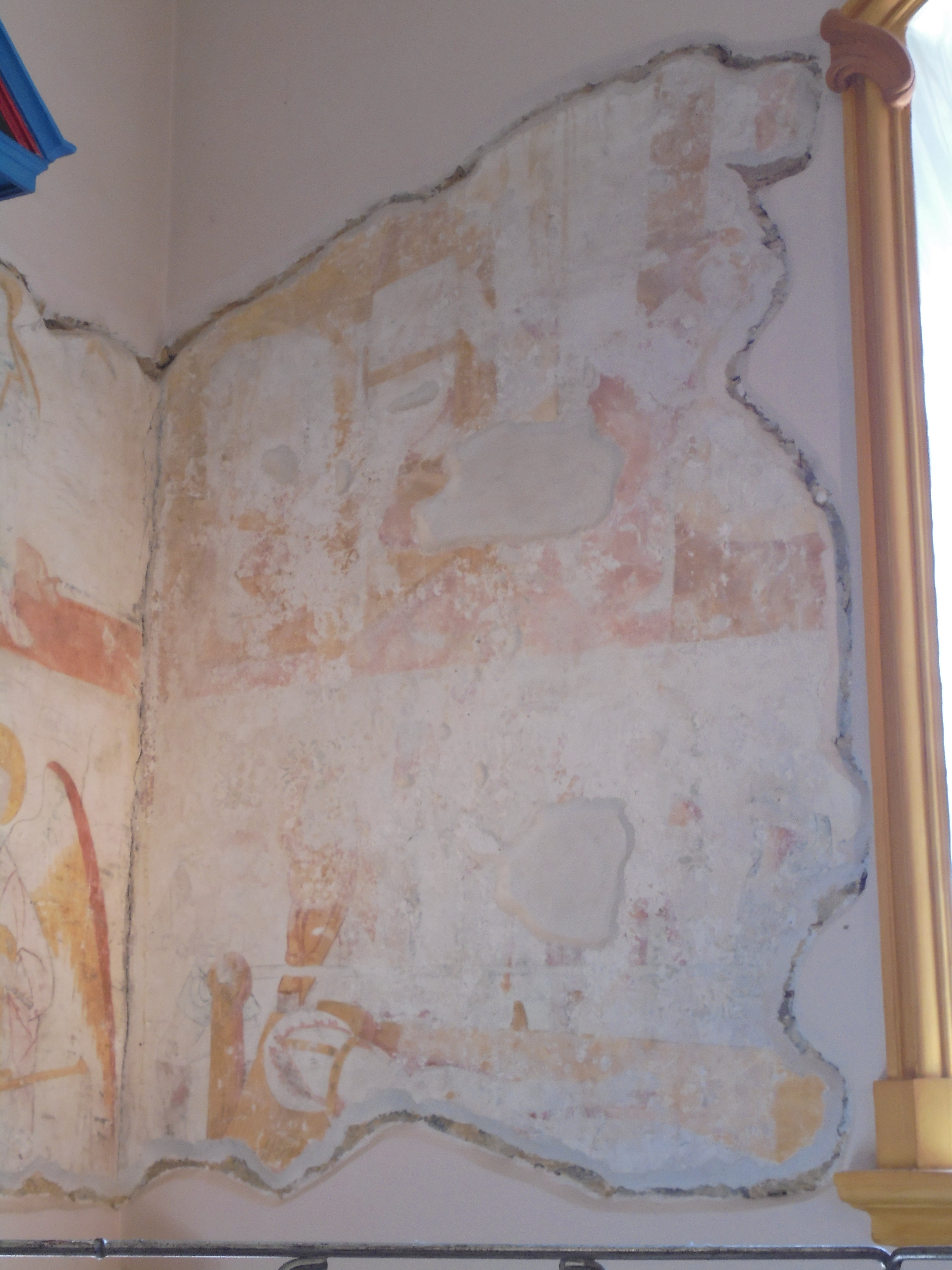
Peinture murale sur le mur Sud (côté gauche)

## Source et lien externe
- http://www.ovatourisme.be/fr/eglise-saint-pierre-de-hody